# Pascaline Adanhouegbe
Pascaline Adjimon Adanhouegbe, née le 19 octobre 1995 à Avrankou, est une athlète béninoise.

## Carrière
Pascaline Adanhouegbe remporte la médaille de bronze en lancer du javelot aux Championnats d'Afrique de 2016 à Durban en Afrique du sud, le 25 juin 2016, avec un lancer de 54,88 mètres, battant son record personnel de 50,77 mètres établi à Réduit en Île Maurice le 12 avril 2015.
La meilleure performance réalisée par Pascaline Adanhouegbe au lancer du poids est de 11,75 mètres, performance réalisée à Milan en Italie le 19 mai 2018.